# Mesargus albivitta
Mesargus albivitta är en insektsart som beskrevs av William Lucas Distant 1916. Mesargus albivitta ingår i släktet Mesargus och familjen dvärgstritar. Inga underarter finns listade i Catalogue of Life.